# Sint-Antoniuskapel (Roggel)

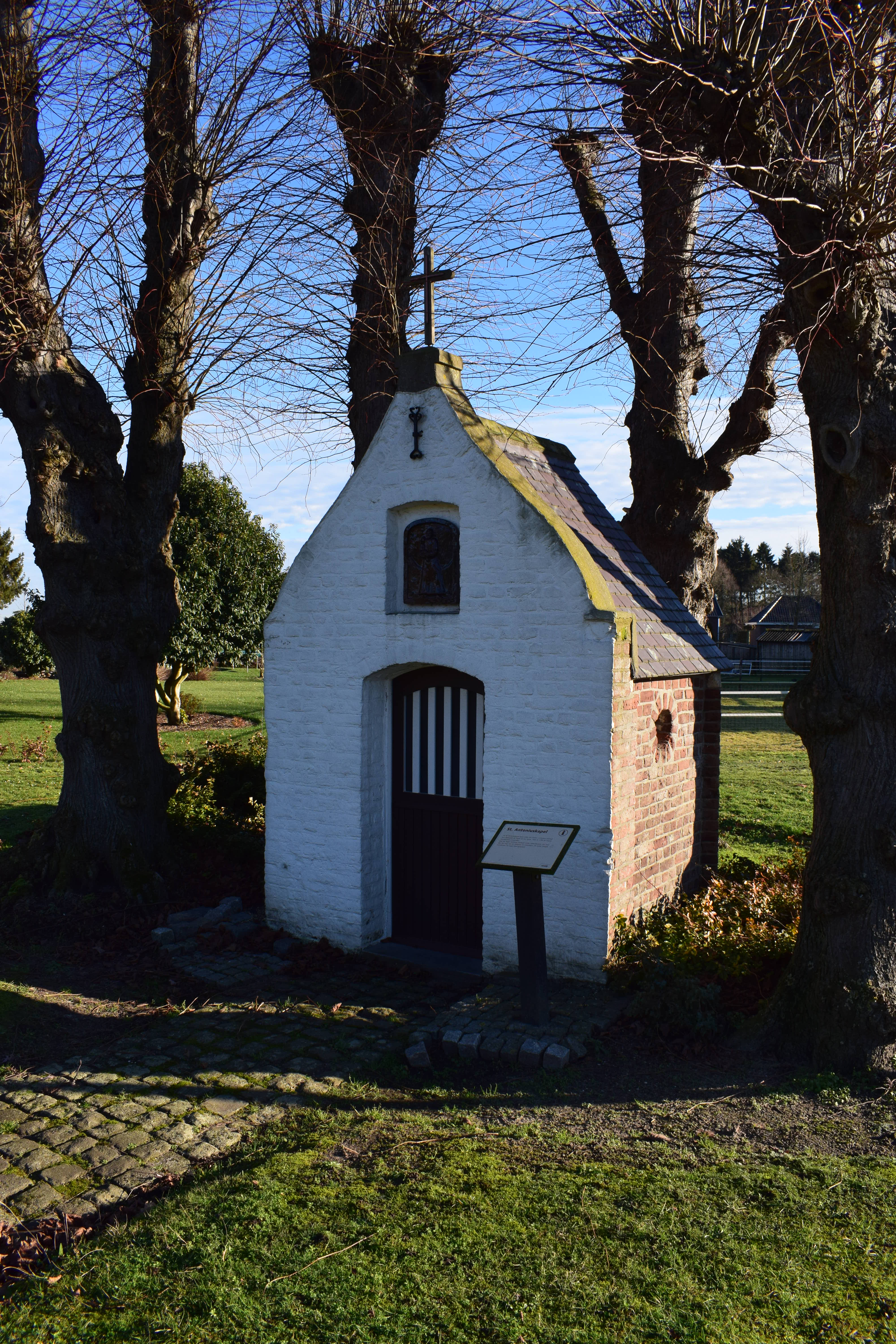
De Sint-Antoniuskapel

De Sint-Antoniuskapel is een kapel in Roggel in de Nederlandse gemeente Leudal. De kapel staat aan de splitsing van de Berkenlaan, Mortel en Op de Bos in het zuidoosten van het dorp bij buurtschap Op de Bos. Rond de kapel staan vijf kindebomen.
De kapel is gewijd aan de heilige Antonius van Padua.

## Geschiedenis
De precieze ouderdom van de kapel is niet bekend. Volgens een overlevering zou de kapel in ieder geval reeds in 1795 bestaan hebben. Met de Franse overheersing zou de kapel onder takkenbossen verborgen zijn om haar te beschermen tegen de vernielzucht van de Fransen.

## Gebouw
De bakstenen kapel heeft een driezijdige koorsluiting en wordt gedekt door een zadeldak met leien. Op de hoeken zijn er steunberen aangebracht. De frontgevel is een wit geschilderde klokgevel met op de top een houten kruis. Boven in de frontgevel is een nis uitgespaard met daarin een bruin reliëf van de heilige Antonius met op zijn rechterarm het kindje Jezus. In de frontgevel bevindt zich de segmentboogvormige toegang van de kapel die wordt afgesloten met een bruin geschilderde deur waarvan vijf spijlen wit geschilderd zijn.
Van binnen is de kapel wit gepleisterd. In de achterwand is een houten altaarplank bevestigd met erboven een rechthoekige nis die omgeven wordt door een bruine houten lijst met daarin een deurtje met tralies en glas. In de nis staat een polychroom beeld van de heilige Antonius en toont de heilige in bruine monnikspij met rond het middel een wit koord van de Franciscanen (met drie knopen die de gelofte van armoede, kuisheid en gehoorzaamheid symboliseren). In de linkerhand houdt Antonius een lelietak vast (symbool voor reinheid) en op zijn rechterarm draagt hij het kindje Jezus op een gesloten boek.